# Blepharita letheus
Blepharita letheus är en fjärilsart som beskrevs av Turati 1924. Blepharita letheus ingår i släktet Blepharita och familjen nattflyn. Inga underarter finns listade i Catalogue of Life.